# Personalizovaný obsah mediálního sdělení

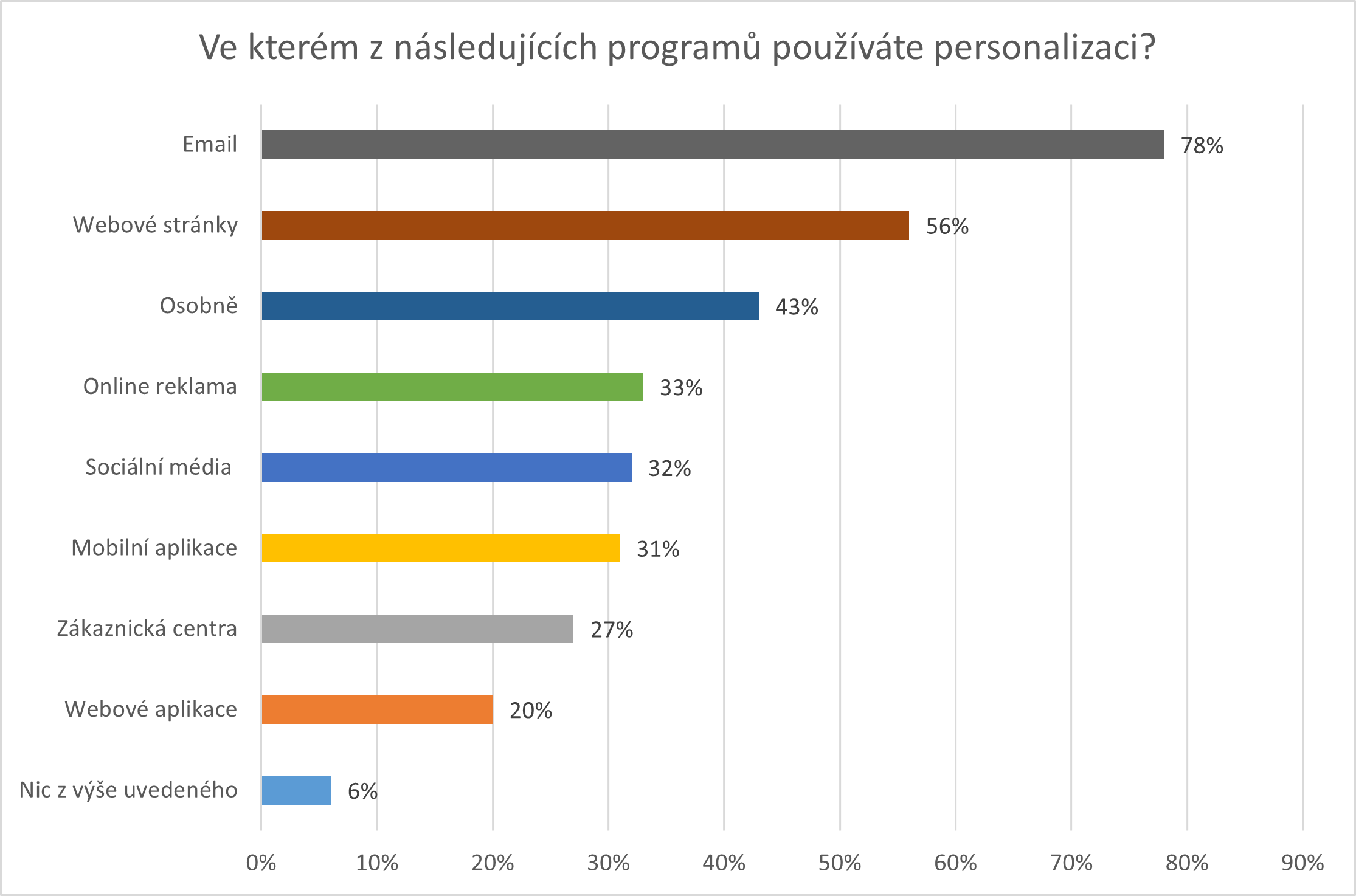
Graf znázorňujúci použití personalizace v jednotlivých programech.

Personalizovaný obsah mediálního sdělení je strategie, která přizpůsobuje internetový obsah specifickým uživatelům (jednotlivcům nebo skupině) na základě jejich preferencí a předcházející interakcí. Jeho hlavním cílem je uspokojení zákaznických potřeb, což vede k vyšší úspěšnosti prodeje. Můžeme se s ním nejčastěji setkat na sociálních sítích.

## Personalizovaný marketing
Personalizovaný marketing, konkrétně sběr dat, datová klasifikace, datová analýza, transport dat a škálovatelnost dat, závisí na velkém množství různých technologií. Technologie umožňují marketingovým profesionálům sběr základních informací, jako jsou pohlaví, věková skupina, poloha a příjem. Následně je spojí s vedlejšími informacemi, jako např. rychlost prokliků na online reklamách a interakcí na sociálních sítích.

### Internetový marketing
Internetový marketing (označován také jako e-marketing, web-marketing, online marketing nebo digitální marketing) je způsob, který využívá internet pro dosažení požadovaných marketingových cílů. Stejně jako klasický marketing zahrnuje řadu aktivit například jako ovlivňování, přesvědčování a udržování vztahů se zákazníky, ale zaměřuje se na komunikaci.
Vlivem internetu byly firmy nuceny ke změně marketingové strategie a začala se uplatňovat strategie CRM (angl. Customer Relationship Management). Strategie měla tři vývojová stádia - první strategie masové personalizace, druhá stádium masové kastomizace a třetí stádium diferencované kastomizace. Při uplatňování strategie jsou produkty personalizované pro jednotlivé zákazníky.

## Personalizované vyhledávání
Personalizované vyhledávání se pojí s webovým vyhledáváním, které je přizpůsobené pro konkrétního uživatele na základě využití informací o dané osobě. Překonává tak specificky zadanou otázku. Existují dva přístupy k personalizovaným výsledkům vyhledávání zahrnující modifikaci uživatelské otázky a uspořádání výsledků.

### Google
Google představil personalizované vyhledávání v roce 2004 a následně v roce 2005 byla tato funkce aplikovaná do Google vyhledávače. Google personalizuje vyhledávání pro všechny své uživatele nejen pro ty s účtem Google. Pravděpodobně používá jazyk, polohu a historii vyhledávání.

## Personalizovaný obsah na sociálních sítích

### Personalizovaná videa
Personalizovaná neboli doporučená videa souvisí s vyhodnocováním činnosti jednotlivých uživatelů. Jedná se o videa, která se objevují na základě aktivity, historie sledování, vyhledávání, země nebo času, který na platformě uživatel tráví, pokud povolí přístup k těmto datům. Tato videa se mohou dále filtrovat a doporučená videa personalizovat podle algoritmů jednotlivých uživatelů.

### Personalizovaná reklama
Jednotlivé platformy nabízí svým uživatelům reklamy podle jejich předchozí aktivity. Uživatelé mají možnost určit si, která data budou zpracována a jaké reklamy se jim na základě toho budou zobrazovat. Reklamy jsou navrhovány na základě interakce s konkrétním obsahem, či návštěvy webových stránek dalších inzerentů. Funkce personalizované reklamy je možné zčásti vypnout a uživatelům se budou zobrazovat méně relativní reklamy.

### Personalizované příspěvky
Platforma jako Instagram zobrazují uživatelům navrhované příspěvky na základě jejich předcházející aktivity, ať se jedná o profily, které uživatelé sledují, nebo o příspěvky, s nimiž interagovali. Dokážu zobrazit příspěvky personalizované pro jednotlivé osoby. Pořadí upravuje takové informace jako pravděpodobnost, že uživatele bude kontent zajímat, datum přidání příspěvku a předcházející interakce s konkrétním profilem.